# Abraxas lutea
Abraxas lutea là một loài bướm đêm trong họ Geometridae.